# SpVgg Unterhaching
Az SpVgg Unterhaching, teljes nevén Spielvereinigung Unterhaching egy német labdarúgócsapat. A klubot 1925-ben alapították, jelenleg a harmadosztályban szerepel. 1999 és 2001 között az első osztályban is szerepelt. Az egyesületnek bobszakosztálya is van, amely nevéhez több vb- és olimpiai bajnoki cím fűződik.

## Története

### A kezdetek
A klub eredetileg a TSV Hachinger részét képezte. Innen 1925. január elsején lépett ki, és kezdett önálló működésbe. 1933-ig egyre komolyabb sikerek következtek a klub életében, mígnem ekkor a nácik megszüntették a csapatot, mondván „politikailag megbízhatatlan”. Ezt követően csak a háború befejeztével, 1945-ben alakult újra, a negyedosztályban indult.

### Az első áttörés
Az Unterhaching egészen a 70-es évek közepéig csak egy névtelen amatőr csapat volt, 1976-tól kezdve azonban sikerült néhány év alatt több osztályt is ugrani, mígnem 1981-ben már az Oberligában szerepelt, ami akkor a legmagasabb amatőr liga volt. Itt is hamar sikerült komoly eredményeket elérni, azonban mind 1983-ban, mind 1988-ban lemaradt a Haching a másodosztályba való feljutásról, miután nem sikerült győznie az osztályozón. 1989-től 1995-ig folyamatos ingázás következett az Oberliga és a Bundesliga II. között, mígnem 1995-re sikerült ismét feljutni, majd meg is szilárdítania helyét a másodosztályban.

### A Bundesliga-kaland
A másodosztálybeli szereplés is kimondottan jól indult, első szezonjában a klub negyedikként zárt. Ezt egy kisebb visszaesés követte, egy hatodik és egy tizenegyedik hely képében, 1999-ben azonban sikerült kivívni a feljutást a legmagasabb osztályba, a Bundesligába, a klub története során először.
Első szezonjában máris tizedikként zárt a csapat, és első győzelmét is korán, már a második fordulóban megszerezte az MSV Duisburg ellen. Bár az idegenbeli meccseken nem szerepelt jól, a hazaiakon egészen a kilencedik fordulóig, a Bayern München elleni fiaskóig veretlen maradt. Az utolsó fordulóban a Hachingon múlt, hogy az egészen addig vezető Leverkusen nem tudta megszerezni a bajnoki címet a Bayern München előtt. A „gyógyszergyáriaknak” mindössze egy döntetlenre lett volna szüksége a Haching ellen, azonban Michael Ballack öngóljával és Markus Oberleitner találatával az Unterhaching győzött, és a Leverkusen végül rosszabb gólkülönbségének köszönhetően lemaradt a bajnoki címről.
A következő szezon, bár sikerült győzni a két városi rivális Bayern és 1860 München ellen is, végül kieséssel zárult, így az Unterhaching két év után búcsúzni kényszerült a Bundesligától.

### A kiesés óta
A kiesés után a másodosztályban szerepelt a csapat, azonban gyorsan kiesett, így máris eggyel lejjebb, a harmadosztályban találta magát.
A gyengébb szereplés ellenére 2012 nyarán egy igazán neves játékost sikerült a klubnak leigazolnia, a korábban a West Hamben is játszó, az angol klubnál rekordösszegért megvásárolt Savio Nsereko fél évre a német kiscsapathoz került a Fiorentinától.

## Jelenlegi keret
2014. augusztus 15. szerint
| 25 | Stefan Marinovic | Új-Zéland · Horvátország |
| 29 | Felix Ruml       | Németország              |

| 02 | Maximilian Bauer | Németország              |
| 03 | Fabian Götze     | Németország              |
| 04 | Thomas Hagn      | Németország              |
| 05 | Josef Welzmüller | Németország              |
| 13 | Benjamin Schwarz | Németország              |
| 17 | Jonas Hummels    | Németország              |
| 20 | Jan Koch         | Németország · Csehország |
| 24 | Mario Erb        | Németország              |
| 39 | Danilo Dittrich  | Németország              |

| 06 | Simon Kranitz →      | Németország                 |
| 07 | Florian Bichler      | Németország                 |
| 10 | Alon Abelski         | Németország                 |
| 15 | Stefan Haas          | Németország                 |
| 18 | Yannic Thiel         | Németország                 |
| 22 | Tobias Killer        | Németország                 |
| 23 | Eric Lickert         | USA · Németország           |
| 30 | Lucas Hufnagel       | Grúzia · Németország        |
| 33 | Andreas Markmüller   | Németország                 |
| 37 | Kenny Prince Redondo | Spanyolország · Németország |

| 08 | Marius Duhnke      | Németország |
| 09 | Andreas Voglsammer | Németország |
| 11 | Pascal Köpke       | Németország |
| 19 | Jimmy Marton →     | Németország |
| 32 | Timo Wehrle        | Németország |

## Stadion
Az Unterhaching mérkőzéseit a valamivel több, mint tizenötezer néző befogadására alkalmas Stadion am Sportparkban rendezik, melynek jelenlegi szponzorált neve Generali Sportpark.

## Vezetőedzők
A labdarúgócsapat vezetőedzői 2002 óta.
| Vezetőedző        | -tól/től            | -ig               |
| Wolfgang Frank    | 2002. július 1.     | 2004. április 1.  |
| Harry Deutinger   | 2004. április 2.    | 2004. június 30.  |
| Andreas Brehme    | 2004. július 1.     | 2005. április 11. |
| Harry Deutinger   | 2005. április 12.   | 2007. március 19. |
| Ralph Hasenhüttl  | 2007. március 20.   | 2007. március 31. |
| Werner Lorant     | 2007. március 31.   | 2007. október 3.  |
| Ralph Hasenhüttl  | 2007. október 4.    | 2010. február 22. |
| Matthias Lust     | 2010. február 23.   | 2010. március 23. |
| Klaus Augenthaler | 2010. március 23.   | 2011. június 30.  |
| Heiko Herrlich    | 2011. szeptember 1. | 2012. május 25.   |
| Claus Schromm     | 2012. május 25.     | 2014. január 3.   |
| Manuel Baum       | 2014. január 3.     | 2014. március 19. |
| Christian Ziege   | 2014. március 20.   |                   |

## A bobszakosztály
1975-ben a klub egy támogatója, Anton Schrobenhauser hozta létre a bobszakosztályt, melynek négy éven keresztül elnöke is volt. Azóta a szakosztály számos nemzetközi és hazai sikert ért el. A Haching bobosai közül messze a legsikeresebb Christoph Langen, a következő eredménylistával:
- Kettesbob: olimpiai bajnok: 2002, bronzérmes: 1992, 1998
- Négyesbob: olimpiai bajnok: 2002
- Kettesbob: világbajnok: 1993, 1995, 1996, 2000, 2001
- Négyesbob: világbajnok: 1996, 2001
- Kettesbob: Európa-bajnok: 1994, 1995, 1996, 2001, 2004
- Négyesbob: Európa-bajnok: 1996, 1999